# ۸۵۳ (خورشیدی)
۸۵۳ هشتصد و پنجاه و سومین سال هجری خورشیدی است.

## درگذشتگان
- ۲۵ آذر -علاءالدین علی بن محمد سمرقندی، (زادروز: ۷۸۲)، معروف به ملا علی قوشچی دانشمند، متکلم، ریاضیدان و منجم ایرانی